# 埃尔维洛塞利
埃尔维洛塞利，是西班牙加泰罗尼亚莱里达省的一个市镇。 总面积19平方公里，总人口197人（2001年），人口密度10人/平方公里。